# Holger Patzelt
Holger Patzelt (* 1974) ist seit April 2010 Professor auf dem Gebiet der Betriebswirtschaftslehre mit Schwerpunkt Entrepreneurship an der Technischen Universität München.

## Leben
Holger Patzelt studierte Chemie an der Universität Karlsruhe und Business Administration an der Universität Hagen, er wurde 2003 an der Universität Heidelberg in Biowissenschaften und 2006 an der Universität Bamberg in Wirtschaftswissenschaften promoviert. Von 2005 bis 2010 war er am Max-Planck-Institut für Ökonomik in Jena tätig und besetzte von 2009 bis 2010 die Position des stellvertretenden Direktors der Abteilung Entrepreneurship, Growth and Public Policy. Nach seiner Habilitation in Betriebswirtschaftslehre an der EBS Universität für Wirtschaft und Recht in Oestrich-Winkel folgt er einem Ruf der Technischen Universität München, wo er am 1. April 2010 den Lehrstuhl für Entrepreneurship übernommen hat. 2016 wurde er zum Mitglied der Deutschen Akademie der Technikwissenschaften (acatech) gewählt.

## Werk
Holger Patzelt hat in namhaften Fachzeitschriften publiziert, darunter im Academy of Management Journal, Journal of Business Venturing, Journal of Management Studies und Nature.
Beim Handelsblatt Betriebswirte-Ranking 2009, das die Forschungsleistung von 2100 Betriebswirten in Deutschland, Österreich und der deutschsprachigen Schweiz gemessen an der Qualität der Publikationen seit 2005 analysiert, erreichte er Platz 14. Er erhielt für seine Forschungsarbeiten mehrere nationale und internationale Preise, darunter 2007 den Fürther Ludwig-Erhard-Preis für seine Dissertation über „Biotechnologische Unternehmensgründungen in Deutschland“.

## Veröffentlichungen (Auswahl)
- Holger Patzelt, Thomas Brenner (Hrsg.): The Handbook of Bioentrepreneurship, Berlin : Springer New York 2008, (Reihe: International Handbook Series on Entrepreneurship, Band 4) ISBN 978-0-387-48343-6.